# Оливер Спрингс (Тенеси)
Оливер Спрингс (енгл. Oliver Springs) град је у америчкој савезној држави Тенеси.

## Демографија
По попису из 2010. године број становника је 3.231, што је 72 (-2,2%) становника мање него 2000. године.
| Група             | 2000.         | 2010.         |
| Белци             | 3.127 (94,7%) | 3.052 (94,5%) |
| Афроамериканци    | 115 (3,5%)    | 83 (2,6%)     |
| Азијати           | 4 (0,1%)      | 12 (0,4%)     |
| Хиспаноамериканци | 12 (0,4%)     | 15 (0,5%)     |
| Укупно            | 3.303         | 3.231         |